# DZS
DZS, d.d. (nekdaj Državna založba Slovenije) je slovenska založba, ki se osredotoča na izdajanje učbenikov, leksikonov, slovarjev in sorodnih tiskovin, pomembna dejavnost podjetja pa je tudi trgovina s pisarniškimi in šolskimi potrebščinami.
Založbo je leta 1945 ustanovila vlada Narodne republike Slovenije, v naslednjih desetletjih pa se je ta počasi preoblikovala v tržno podjetje. Leta 1990 se je podjetje preoblikovalo v delniško družbo in se leta 1993 preimenovalo iz Državne založbe Slovenije v DZS d.d. V skupini DZS so poleg matičnega podjetja še:
- časopisna družba Dnevnik, d. d.
- DZS Grafik, trgovina z grafičnimi materiali in posredovanje, d.o.o.
- DZS Zagreb, d.o.o.
- DZS MEDIJI, Upravljanje holdingov, d.o.o.
- Razvedrilo, založniško podjetje, d. o. o.
- Media projekt, izdajanje časopisov in revij, d.o.o.
- GAZELA, R.E. d.o.o. od začetka leta 2007 v postopku likvidacije
- IN CO, d. o. o. (črnogorska komercialna televizijska hiša)

## Zunanje poezave
- O podjetju. DZS.si